# 北爱尔兰警察局
北爱尔兰警察局（英语：Police Service of Northern Ireland；缩写：PSNI）是英国北爱尔兰的警察部队，前身为皇家阿爾斯特警察，后者在2001年根据彭定康报告的建议进行改革，2001年11月4日正式被PSNI取代。
起初，当时代表约四分之一北爱尔兰选民的新芬党拒绝支持PSNI，直到圣安德鲁斯协议签订后，新芬党才于2007年1月宣布完全接受PSNI。
与英国其他地区警察部队相比，PSNI在警官人数方面排名第三（仅次于倫敦警察廳和苏格兰警察局），在辖区面积上排名第二，仅次于苏格兰警察局。

## 组织
PSNI的局长（Chief constable）由北爱尔兰警务委员会（Northern Ireland Policing Board）任命，并须经北爱尔兰司法部长批准。其局长是英国收入第三高的警官，仅次于大都会警察局局长和副局长。

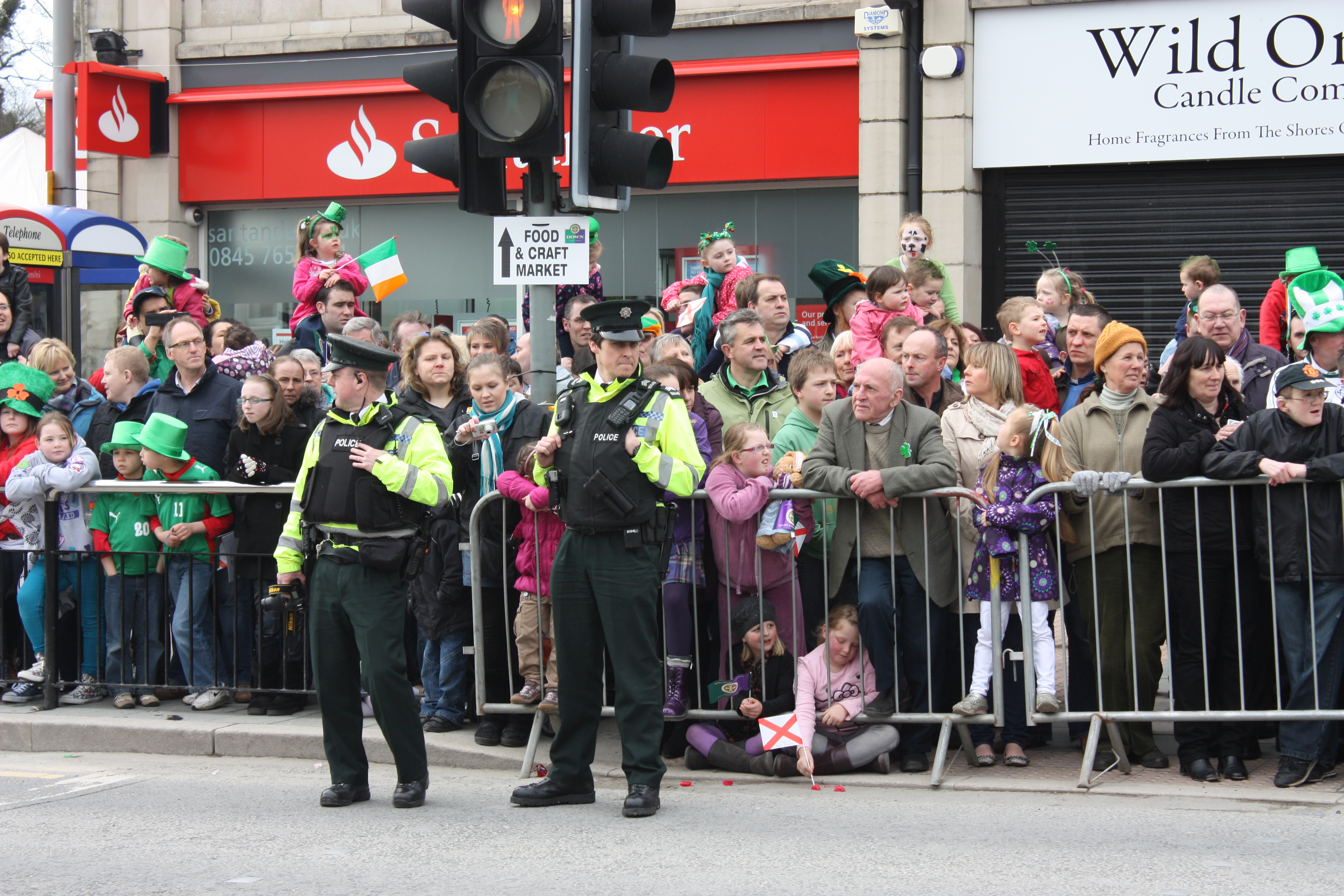
唐帕特里克圣帕特里克节上的警局警员

根据彭定康报告，PSNI最初在法律上有义务实施肯定性行动政策，需要从天主教和非天主教背景各招募50%的实习警察，已解决天主教徒人数太少的问题。2001年，其前身RUC有近92%的警察都是阿尔斯特新教徒。许多政客表示“50：50”政策实际上导致差别待遇，是一种“积极歧视”，因此不公平。然而，北爱尔兰人权委员会表示这一措施符合国际人权标准，在法律上不构成歧视。
到2011年2月，7,200名警察中有29.7%有天主教背景。经过公众咨询后，英国政府从2011年4月终止50：50优待政策。但2017年，PSNI又宣布将引入新计划以增加部队中的天主教徒人数。